# 拉巴斯蒂德
拉巴斯蒂德（法語：La Bastide，法語發音：[la bastid] ⓘ）是法国普罗旺斯-阿尔卑斯-蓝色海岸大区瓦尔省的一个市镇，属于德拉吉尼昂区。

## 地理
拉巴斯蒂德（43°44'3"N, 6°37'29"E）面积11.76 平方千米，位于法国普罗旺斯-阿尔卑斯-蓝色海岸大区瓦尔省，该省份为法国东南部沿海省份，北起上普罗旺斯阿尔卑斯省，西北角与沃克吕兹省接壤，西接罗讷河口省，南濒地中海，东临滨海阿尔卑斯省。
与拉巴斯蒂德接壤的市镇（或旧市镇、城区）包括：塞拉农、巴尔热姆、拉马特尔、拉罗克埃斯克拉蓬。
拉巴斯蒂德的时区为UTC+01:00、UTC+02:00（夏令时）。

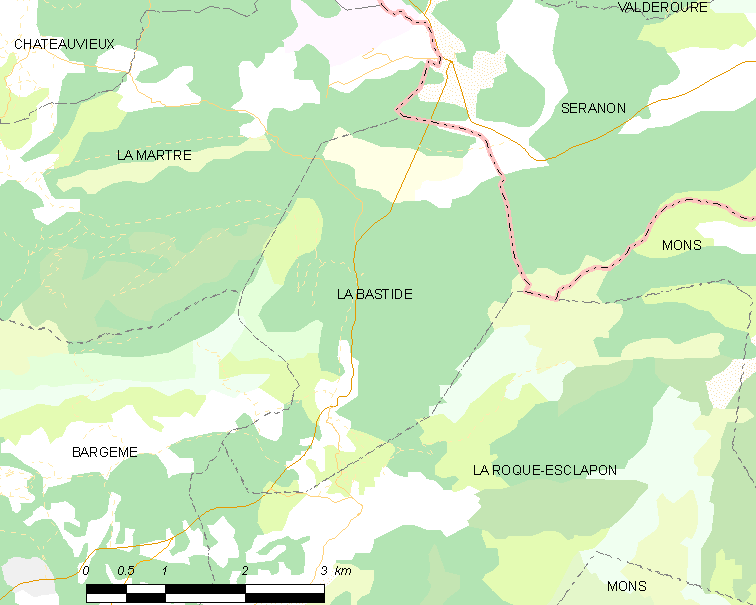
拉巴斯蒂德的OSM定位图

## 行政
拉巴斯蒂德的邮政编码为83840，INSEE市镇编码为83013。

## 政治
拉巴斯蒂德所属的省级选区为弗拉约斯克县。

## 人口

1962-2008年间拉巴斯蒂德人口变化图示

拉巴斯蒂德于2022年1月1日时的人口数量为215人。